# F.CUZ
F.CUZ（フォーカズ、포커즈）は韓国の5人組男性アイドルグループ。ジノン、カン、イェジュン、テゴン、レヒョンの5人からなる。
平均180cm超の長身と洗練された容姿を併せ持ち、韓国では“モデルドル”（モデル＋アイドル）と呼ばれ、デビュー前から関心を集める。

## メンバー
| 名前       | 本名             | 生年月日               | 血液型 | 身長  | 体重 | 備考                       | 特技                           |
| ---------- | ---------------- | ---------------------- | ------ | ----- | ---- | -------------------------- | ------------------------------ |
| ジノン     | キム・ジンチョル | 1989年7月13日（36歳）  | B型    | 183cm | 68kg | リーダー/ラップ/ヴォーカル | ラップ・ダンス                 |
| カン       | チェ・ヨンハク   | 1991年9月30日（33歳）  | B型    | 184cm | 72kg | ヴォーカル/ラップ          | ダンス・作曲                   |
| イェジュン | シム・イェジュン | 1992年2月4日（33歳）   | B型    | 182cm | 67kg | ヴォーカル/ラップ          | 歌・ダンス・作詞               |
| テゴン     | キム・テゴン     | 1990年10月27日（34歳） | O型    | 179cm | 62kg | メインヴォーカル           | 歌・ピアノ・料理               |
| レヒョン   | キム・レヒョン   | 1991年6月8日（34歳）   | O型    | 178cm | 61kg | ヴォーカル                 | 演技・料理・ゴルフ・ボクシング |

### 元メンバー
| 名前 | 本名           | 生年月日              | 血液型 | 身長  | 体重 | 足のサイズ | 備考     |
| ---- | -------------- | --------------------- | ------ | ----- | ---- | ---------- | -------- |
| イユ | イ・スンヒョン | 1990年3月20日（35歳） | A型    | 179cm | 65kg | 27cm       | ボーカル |

## ディスコグラフィ

### シングル（日本）
1. NEVER LET YOU GO（2011年8月17日）
2. LUV HOLIC/AROUND YOU（2011年12月21日）※12月14日から発売延期
3. Drawing Heart（2012年6月13日）
4. Hello Again（2013年5月29日）
5. Change（2013年11月6日）
6. Feeling My Soul（2014年6月18日）
7. もう一度だけ（2014年12月17日）
8. Two of us（2015年7月22日）
9. Forever（2016年1月27日）
10. Wonder World（2016年6月22日）

### アルバム（日本）
- Japan premium edition（2010年12月8日）

### 韓国
- JIGGY（2010年1月8日　デジタルシングルアルバム）
- NO ONE（2010年3月19日　1st Mini Album）
- Gorgeous（2010年11月18日　2nd Mini Album）
- F.CUZ(For Century Ultimate Zest)（2012年4月23日　3rd Mini Album）
- ONE LOVE（2014年3月27日　デジタルシングル）
- BARGAINING FOR LOVE（2014年9月17日　4th Mini Album）